# Bombardement à fragmentation de Lyman
Le 8 juillet 2023, vers 9h55, les forces armées russes ont bombardé la zone résidentielle du centre de la ville Lyman, dans l'oblast de Donetsk, en Ukraine, avec des armes à sous-munitions smerch de la série 9M55K. Lyman se trouvait alors à environ 15 kilomètres à l'ouest des territoires illicitement occupés par la Russie. Le bombardement a tué 9 civils et fait 13 blessés,,. L'attaque visait le croisement des rues Nezalezhnosti et Dubonosa, où les habitants vendaient et échangeaient des légumes cultivés dans leurs jardins, non loins de cafés et de commerces. 
L'attaque s'est produite lors de l'offensive militaire russe contre Lyman. Elle marquait également le 500e jours depuis le début de l'invasion à grande échelle de l'Ukraine par la Russie. En raison de la nature indiscriminée de ces frappes et de ces armements, dans des zones densément peuplées, Human Rights Watch a décrit ce bombardement comme un possible crime de guerre.  La France a également qualifié cette attaque contre des civils de crime de guerre et a condamné la Russie pour cela.